# Galileo Galilei (hudební skupina)
Galileo Galilei (japonsky ガリレオガリレイ) je čtyřčlenná japonská rocková skupina původem z města Wakkanai. Jejich vydavatelem bylo SME Records.
V roce 2012 členové Fumito Iwai a Noguči Kazumasa skupinu opustili a o rok později si založili vlastní skupinu Folks. V lednu 2016 skupina oznámila, že po doprovodném turné k pátému studiovému albu Sea and The Darkness ukončí svou činnost. Při avizovaném posledním koncertu nicméně skupina oznámila, že téhož roku ještě 15. června vydá kompilační album Šarin no džiku a 11. října odehraje poslední koncert v tokijském Nippon Budókan. V roce 2022 se znovu spojili.
Skupina za dobu své existence vydala pět studiových alb, čtyři EP, jedenáct singlů a jedno kompilační album. Do povědomí široké hudební veřejnosti se nejvíce zapsala písní Aoi šiori, jež byla použita jako úvodní znělka k anime seriálu Ano hi mita hana no namae o bokutači wa mada širanai. Zpěvák skupiny Júki Ozaki také poskytl vokály k dalším skladbám, jež byly později použity v anime seriálech. Jde jmenovitě o skladbu FLAT od skupiny livetune, jež byla použita jako úvodní znělka v seriálu Hamatora, a skladbu Trigger, již složila Jóko Kanno k seriálu Zankjó no Terror.

## Členové skupiny
- Júki Ozaki (japonsky 尾崎雄貴, Ozaki Júki) – zpěv, kytara, syntezátor, sekvencer (2007–2016)
- Hitoši Sakó (japonsky 佐孝仁司, Sakó Hitoši) – basová kytara, kytara, syntezátor, sekvencer (2007–2016)
- Kazuki Ozaki (japonsky 尾崎和樹, Ozaki Kazuki) – bicí, kytara, syntezátor, sekvencer (2007–2016)
- Sóhei Funaja (japonsky 船谷創平, Funaja Sóhei) – kytara (2007–2009)
- Fumito Iwai (japonsky 岩井郁人, Iwai Fumito) – kytara, basová kytara, doprovodné vokály, syntezátor, sekvencer (2009–2012)
- Kazumasa Noguči (japonsky 野口一雅, Kazumasa Noguči) – klávesy, basová kytara, bicí, syntezátor (2011–2012)
- Lab-čan (japonsky ラブちゃん, Rabu-čan) – plyšový psík, maskot skupiny; na oficiálních stránkách skupiny uveden jako její člen

## Diskografie

### Studiová alba
- 1tas2 (2008) – vydáno jako indie album
- Parade (2011, パレード)
- PORTAL (2012)
- ALARMS (2013)
- Sea and The Darkness (2016)

### EP
- Ame noči Galileo (2009, 雨のちガリレオ) – vydáno jako indie EP
- Hamanasu no hana (2010, ハマナスの花)
- Baby, It's Cold Outside (2012)
- See More Glass (2014)

### Kompilační alba
- Šarin no džiku (2016, 車輪の軸)

### Singly
- HELLO GOODBYE (2008) – vydáno jako indie singl
- Nacuzora (2010, 夏空)
- Jocuba sagaši no tabibito (2010, 四ツ葉さがしの旅人)
- Boku kara kimi e (2011, 僕から君へ)
- Aoi šiori (2011, 青い栞) – úvodní znělka seriálu Ano hi mita hana no namae o bokutači wa mada širanai.
- Sajonara Frontier (2011, さよならフロンティア)
- Asu e (2011, 明日へ) – první úvodní znělka seriálu Kidó senši Gundam AGE
- Circle Game (2013, サークルゲーム) – ústřední píseň filmu Ano hi mita hana no namae o bokutači wa mada širanai.
- Koi no džumjó (2015, 恋の寿命) – druhá závěrečná znělka seriálu Magic Kaito 1412
- Araši no ato de (2015, 嵐のあとで) – ústřední píseň filmu Taifú no Noruda
- Climber (2015, クライマー) – první závěrečná znělka seriálu Haikjú!! Second Season